# Орлов, Иван Алексеевич (генерал, 1795)
Иван Алексеевич Орлов (1795—1874) — генерал-лейтенант, генерал-адъютант, походный атаман донских казачьих полков. Владелец крупного малороссийского имения Матусово.

## Биография
Происходил из дворян войска Донского. Сын генерал-майора Алексея Петровича Орлова, родного брата атамана Донского войска Василия Петровича Орлова.
Одиннадцати лет, 20 декабря 1806 года, он был зачислен на службу казаком в подвижную милицию, в которой и числился до расформирования её, воспитываясь в то же время в одном из частных учебных заведений. 4 ноября 1811 года был произведён в хорунжие с переводом корнетом в лейб-гвардии Казачий полк.
С наступлением в 1812 году Отечественной войны, Орлов принял в ней самое деятельное участие и за отличия, оказанные во многих сражениях, был награждён орденами св. Анны 4-й степени и 3-й степени с бантом; за Бородинское же сражение, в котором был ранен пулей в левую ногу, 19 декабря получил золотую саблю с надписью «За храбрость».
В следующем, 1813 году, Орлов участвовал в целом ряде сражений с французами, в том числе при Люцене и Бауцене, и за дело под Лейпцигом был награждён орденом св. Владимира 4-й степени с бантом. В кампании 1814 года Орлов особо отличился в сражении под Фер-Шампенуазом и завершил своё участие в войнах против Наполеона взятием Парижа.
Произведённый 7 июля 1819 года в ротмистры, Орлов четыре года спустя был уже полковником, а 25 июня 1828 года был назначен флигель-адъютантом. В 1828—1829 году Орлов находился на Дунае в делах с турками и сопровождал императора Николая I во время его поездки в действующую армию. 5 мая 1829 года Орлов был назначен командующим лейб-гвардии Казачьим полком, которым командовал до 11 мая 1830 года.
Вскоре Орлов принял участие в подавлении национально-освободительной борьбы польского народа, и за отличия в сражениях под Остроленкой и Варшавой был награждён орденом св. Владимира 3-й степени и польским знаком «Virtuti Militari» 2-й степени. Произведён 28 августа 1831 года в генерал-майоры (со старшинством от 30 марта 1834 года); 22 января 1835 года уволен в отставку.
30 августа 1837 года Орлов вернулся на службу и в январе 1838 года был назначен походным атаманом казачьих полков, состоявших при Отдельном Кавказском корпусе. Принимал участие в походах против горцев, 11 декабря 1840 года он за беспорочную выслугу 25 лет в офицерских чинах был награждён орденом св. Георгия 4-й степени (№ 6184 по кавалерскому списку Григоровича — Степанова).
Орлов скоро приобрёл уважение и симпатии кавказского общества, и последнее в 1846 году избрало его окружным генералом первого военного округа; эту почётную должность он занимал более двух лет. 6 июля 1855 года Орлов был назначен походным атаманом казачьих полков при средней армий, а пять лет спустя, 19 ноября 1860 года, состоялось назначение его походным атаманом Донских казачьих полков, находившихся при первой армии, каковую должность он занимал около десяти лет, причём 17 июля 1861 года был произведён в генерал-лейтенанты.
Назначенный 19 февраля 1870 года генерал-адъютантом с отчислением от должности походного атамана, Орлов в этом звании оставался до самой своей смерти, последовавшей 5 сентября 1874 года, из списков он был исключён умершим 23 декабря.

## Награды
- Орден Святой Анны 4-й ст. (1812),
- Орден Святой Анны 3-й ст. (1812),

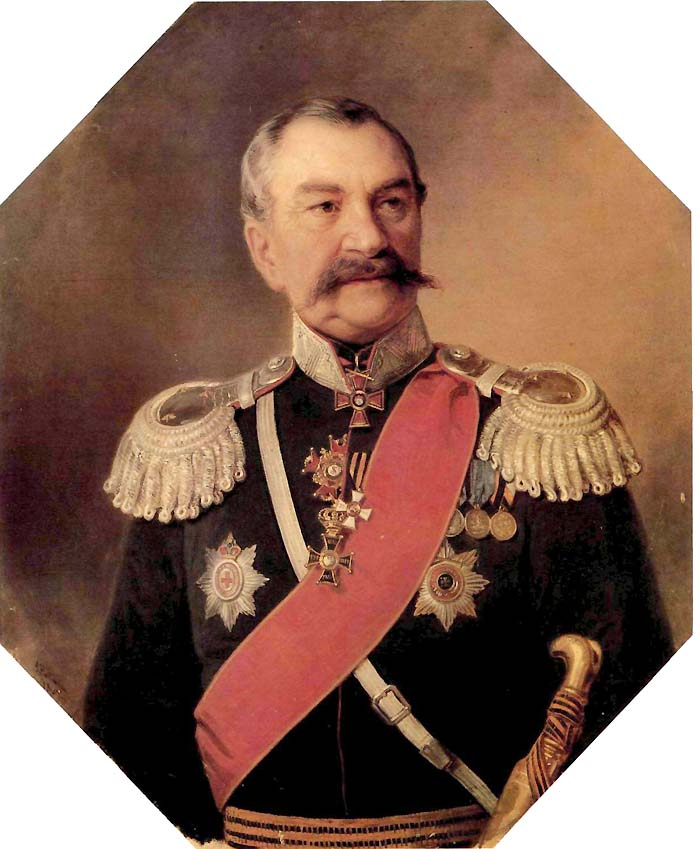
Генерал-лейтенант И. А. Орлов в 1867 году

- Золотое оружие «За храбрость» (1812),
- Орден Святого Владимира 4-й ст. (1813),
- Орден Святого Владимира 3-й ст. (1831),
- Virtuti Militari 2-й ст. (1831),
- Орден Святого Георгия 4-й ст. (1840),
- Орден Святого Станислава 1-й ст. (1848),
- Орден Святой Анны 1-й ст. (1856),
- Орден Святого Владимира 2-й ст. (1865),
- Орден Белого Орла (1867).

## Семья
Был женат (свадьба 01.01.1829 года ) на Еликониде Петровне Мусиной-Пушкиной (1812—1896), дочери генерал-лейтенанта Петра Клавдиевича Мусина-Пушкина и Анны Петровны Штерич. В браке имели сына и шестерых дочерей:
- Давыд (1840—1916), дослужился до чина генерал-лейтенанта и в 1885—1891 годах был предводителем дворянства Области Войска Донского.
- Наталья (1832—1928), замужем за Н. П. Лопухиным.
- Софья, замужем за князем А. С. Кудашевым.
- Анна (1833—1923), замужем за бароном Пилар фон Пильхау.
- Еликонида (1835—1915), замужем за поручиком князем Сергеем Сергеевичем Кудашевым.
- Ольга (09.12.1842—1930), в замужестве за А. А. Лопухиным.
- Элеонора (1847—1939), с 1867 года замужем за графом Е. П. Комаровским; дочь Анна вышла замуж за князя Сергея Горчакова.